# Luce del mondo

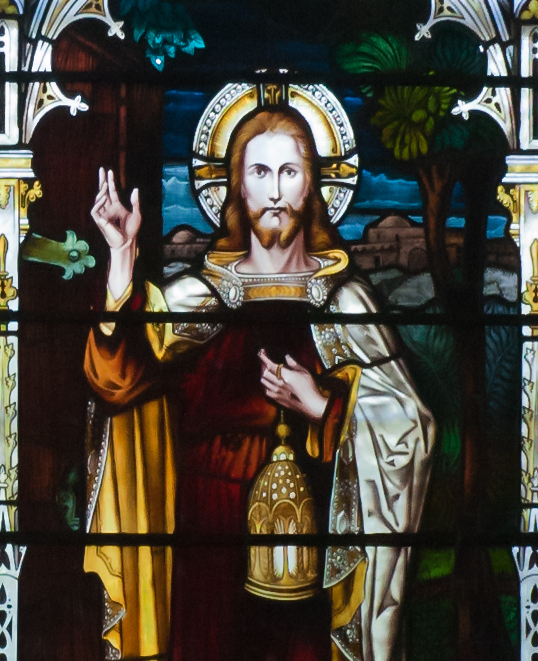
Particolare su vetro colorato raffigurante Gesù: Io sono la luce del mondo (Bantry, Irlanda).

Luce del mondo (in greco: φώς τοῦ κόσμου; trasl. Phṓs tou kósmou) è un'espressione usata da Gesù per descrivere se stesso e i suoi discepoli nel Nuovo Testamento.
È strettamente correlato alle parabole del sale e della luce e della lampada sotto il moggio, che compaiono anche nel Discorso della Montagna.

## Resoconto evangelico
La frase ricorre in:
- Mateo 5:14[2][1], riferita ai suoi discepoli, come la luce che domina le tenebre (cfr. 1 Gv 1:5[3]: "Dio è luce, e in lui non ci sono affatto tenebre[4]).
- Giovanni 8:12[5] mentre Gesù discute con i Giudei[1];
- Giovanni 9:5[6], durante il miracolo della guarigione del cieco nato[7];
- Giovanni 9:39[8] dove Gesù spiega metaforicamente che è venuto in questo mondo, affinché i ciechi possano vedere.

Nel contesto cristologico, l’uso del titolo “Luce del mondo” è simile a quello del Pane di vita in Giovanni 6,35, dove Gesù afferma: «Io sono il pane della vita: chi viene a me non avrà fame». La luce e il pane sono fonti di vita, vita che in Giovanni 5:26 Gesù afferma di possedere dal Padre e di trasmettere a coloro che Lo seguono. L’espressione “Vita del mondo” è applicato nello stesso senso da Gesù a se stesso in Giovanni 6,51.
Nel Vangelo secondo Giovani si riscontra il seguente dualismo cosmologico:
| Luce             | Tenebra         | Citazioni                                                       |
| ---------------- | --------------- | --------------------------------------------------------------- |
| Noto             | Ignoto          | Giovanni 12:35 vs Giovanni 17:3                                 |
| Gesù Cristo      | Mosè            | Giovanni 3:14, Giovanni 4:6-8 e Giovanni 2:31                   |
| Celeste          | Terreno         | Giovanni 1:14, Giovanni 4:6-8, Giovanni 20:31, Giovanni 3:13,15 |
| Sopra            | Non al di sopra | Giovanni 1:14 vs Giovanni 3:13                                  |
| Spirito          | Carne           | Giovanni 1:14, Giovanni 3:8, Giovanni 4:24                      |
| Visione          | Cecità          | Giovanni 1:14 vs Giovanni 12:35                                 |
| Membri affiliati | Mondo           | Giovanni 1:14, Giovanni 3:19, Giovanni 9:5, Giovanni 10:30      |
| Giorno           | Notte           | Giovanni 9:4                                                    |

## L'oscurità nel quarto vangelo
Secondo Charles P Baylis, «negli scritti di Giovanni, camminare nelle tenebre non significa commettere atti di peccato, ma piuttosto rifiutare il messaggio di Dio della vita eterna per mezzo di Cristo». Infatti, coloro che definiscono le tenebre come peccato definiscono anche la luce buona e giusta, ma nel Vangelo di Giovanni la luce non è mai definita giusta. La luce è definita come vita, come si vede in Giovanni 1:4. “In lui era la vita; e la vita era la luce degli uomini”. Coloro che hanno fede per mezzo di Lui avranno la vita eterna. Questa “vita” è un dono che Gesù ha portato da Dio in un mondo morente. In Giovanni «l'oscurità è presente in assenza di luce; l'assenza di vita eterna”, e l'oscurità si riferisce alla morte da un punto di vista spirituale.  Coloro che camminano nelle tenebre non hanno la vita eterna perché sono sconosciuti a Dio. L'unico modo per ricevere la "vita" è conoscere la luce attraverso Dio e le sue promesse.

## Fonti extrabibliche
Nel non canonico Vangelo di Tommaso compare una frase usata simile: "C'è luce in un uomo di luce, ed egli illumina il mondo intero. Se non brilla, è tenebra".
La luce è anche un tema ricorrente in altre religioni gnostiche come il manicheismo e il mandaismo.